# Rivière Alma (rivière Manouane)
Pour les articles homonymes, voir Alma et Rivière Alma.
La rivière Alma est un affluent de la rivière Manouane, coulant dans le territoire non organisé de Mont-Valin, dans la municipalité régionale de comté (MRC) du Fjord-du-Saguenay, dans la région administrative de Saguenay–Lac-Saint-Jean, dans la province de Québec, au Canada.
Le bassin versant de la rivière Alma est desservie indirectement par la route forestière R0251 ; quelques routes secondaires desservent la zone pour les besoins de la foresterie et des activités récréotouristiques,.
La foresterie constitue la principale activité économique du secteur ; les activités récréotouristiques, en second.
La surface de la rivière Alma est habituellement gelée de la fin novembre au début avril, toutefois la circulation sécuritaire sur la glace se fait généralement de la mi-décembre à la fin mars.

## Géographie
Les principaux bassins versants voisins de la rivière Alma sont :
- côté Nord : rivière Houlière, ruisseau Boisvert, lac Houlière, rivière Manouane, lac Duhamel ;
- côté Est : rivière Manouane, rivière à Georges, rivière Pipmuacan ;
- côté Sud : rivière Manouane, rivière Péribonka, rivière du Portage ;
- côté Ouest : rivière Péribonka, rivière au Serpent.

La rivière Alma prend sa source à l’embouchure du lac Alma (longueur : 4,6 km ; altitude : 410 m) (49° 42′ 18″ N, 71° 05′ 02″ O). Cette source est située dans le territoire non organisé de Mont-Valin à :
- 6,3 km à l’Ouest du cours de la rivière Manouane ;
- 8,5 km à l’Est du cours de la rivière Péribonka ;
- 8,9 km au Nord-Ouest de l’embouchure de la rivière Alma (confluence avec la rivière Manouane) ;
- 32,7 km au Sud de l’embouchure de la Petite rivière Manouane (confluence avec le lac Duhamel) ;
- 25,4 km au Sud-Est du barrage à l’embouchure du lac Péribonka ;
- 18,5 km à l’Ouest d’une baie de l’Ouest du réservoir Pipmuacan[2],[4].

À partir de sa source (lac Alma), la rivière Alma coule sur 10,4 km, entièrement en zone forestière, selon les segments suivants :
- 2,2 km vers le Sud-Ouest, jusqu’à un ruisseau (venant du Nord) ;
- 1,7 km vers le Sud-Ouest notamment en traversant une zone comportant un élargissement de la rivière, jusqu’à la rive Nord d’un lac non identifié ;
- 1,1 km vers le Sud en traversant le lac Noire (altitude : 380 m) sur sa pleine longueur, jusqu’à son embouchure ;
- 2,6 km vers le Sud-Est en traversant deux séries de rapides jusqu’à un coude de rivière correspondant à un ruisseau (venant du Nord) ;
- 2,8 km vers le Sud-Est relativement en ligne droite, puis bifurquant vers l’Est, dans un dénivelé de 120 m pour ce segment, jusqu’à son embouchure(49° 37′ 53″ N, 71° 01′ 53″ O)[2].

La rivière Alma se déverse dans un coude de rivière sur la rive Nord-Ouest de la rivière Manouane, à :
- 1,8 km en amont de la confluence de la rivière Manouaniche (confluence avec la rivière Manouane) ;
- 34,8 km au Sud-Est de l’embouchure du lac Péribonka lequel est traversé vers le Sud-Est par la rivière Péribonka ;
- 12,2 km à l’Ouest d’une baie de la partie Ouest du réservoir Pipmuacan ;
- 33,5 km au Nord-Ouest du barrage à l’embouchure du lac Pamouscachiou (faisant partie du réservoir Pipmuacan) ;
- 17,5 km au Nord de l’embouchure de la rivière Manouane ;
- 123,0 km au Nord-Est de l’embouchure de la rivière Péribonka (confluence avec le lac Saint-Jean)[2]

À partir de l’embouchure de la rivière Alma, le courant descend sur km le cours de la rivière Manouane, sur 76,7 km le cours de la rivière Péribonka vers le Sud jusqu’à son embouchure, traverse sur 29,3 km vers l’Est le lac Saint-Jean, puis emprunte le cours de la rivière Saguenay vers l’Est sur 160 km jusqu'à la hauteur de Tadoussac où il conflue avec le fleuve Saint-Laurent.

## Toponymie
Le toponyme de « rivière Alma » a été officialisé le 5 décembre 1968 à la Banque des noms de lieux de la Commission de toponymie du Québec.